# 江天骥
江天骥（1915年—2006年），男，广东廉江人，中国哲学家、逻辑学家，曾任武汉大学教授、博士生导师。